# 尼古拉·彼得罗夫斯基

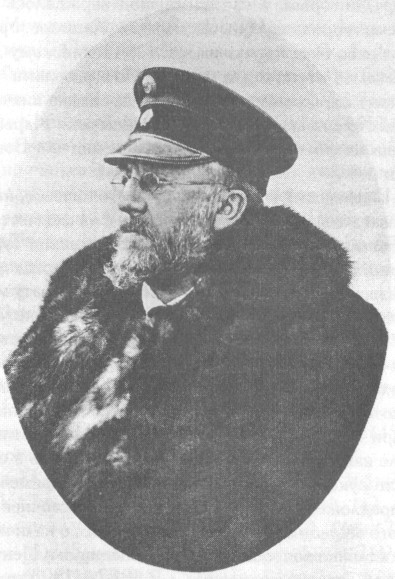
尼古拉·彼得罗夫斯基

尼古拉·彼得罗夫斯基（俄语：Николай Фёдорович Петровский，1837年—1908年），1882年至1902年间担任沙俄驻喀什噶尔总领事，斯文·赫定曾称他是“喀什噶尔最有势力的人”。1881年4月，沙俄驻喀什领事馆成立。1882年11月29日，彼得罗夫斯基作为首任领事任职。当时正处大博弈时期，他与时任英国驻喀什噶尔总领事马继业是相互竞争的对手。1902年，他因健康原因卸任。在他的任期中，他还收集了大量中亚的文献资料。